# Carta de Drets Socials de les Illes Balears
La Carta de Drets Socials de les Illes Balears és una declaració de drets prevista a l'Estatut d'Autonomia de les Illes Balears de 2007 que s'ha concretat en un avantprojecte de llei. L'art. 16.2 de l'estatut i el Pacte pels Drets Socials Bàsics (de 25 de juny de 2009), subscrit pel Govern balear i les entitats empresarials i sindicals més representatives, en el marc del Pacte per la Competitivitat, l'Ocupació i la Cohesió Social a les Illes Balears, van donar lloc a l'Avantprojecte de Llei de Carta de Drets Socials de la Comunitat Autònoma de les Illes Balears. Aquest avantprojecte va rebre un dictament pel Consell Econòmic i Social de les Illes Balears el 9 de desembre de 2010.

## Contingut
L'avantprojecte té una Exposició de Motius, 104 articles repartits en cinc títols, una disposició transitòria, una altra derogatòria i cinc disposicions finals.
Exposició de Motius
Contextualitza el reconeixement progressiu de drets socials i econòmics fent referència a declaracions de drets internacionals i al Pacte per la Competitivitat, l'Ocupació i la Cohesió Social a les Illes Balears.
Títol I
Tracta sobre les disposicions generals (àmbit d'aplicació, objectius i principis rectors).
Títol II: Els drets socials bàsics
Format per 11 capítols, tracta els drets dels menors, els joves, la gent gran, els discapacitats, els immigrants, els malalts, els ciutadans davant les tecnologies de la informació i altres.
Títol III: Els drets econòmics, socials i culturals dels ciutadans de les Illes Balears
Format per 4 capítols, tracta el "dret a la cohesió social, a la participació en assumptes públics, al dret laboral, al dret al medi ambient saludable, a una vivenda digna i els drets a la llengua i la cultura".
Títol IV
Regula el Consell de Drets Socials de les Illes Balears, establint la seua composició.
Títol V
Regula el Defensor del Menor, el Defensor del Pavient i el Defensor per la Igualtat entre Dones i Homes. Aquests tres estan adscrits al Síndic de Greuges de les Illes Balears.